# Фелиса, Жонатан
Жоната́н Фелиса́ (фр. Jonathan Félisaz, род. 26 октября 1985 года в Шамони) — французский двоеборец, участник Олимпийских игр.
В Кубке мира Фелиса дебютировал в 2007 году, в январе 2009 года единственный раз попал в десятку лучших на этапе Кубка мира, в командных соревнованиях. Кроме этого на сегодняшний момент имеет 17 попаданий в тридцатку лучших на этапах Кубка мира, все в личных соревнованиях. Лучшим достижением в итоговом зачёте Кубка мира для Фелисы является 41-е место в сезоне 2008-09.
На Олимпиаде-2010 в Ванкувере стал 30-м в соревнованиях с нормального трамплина + 10 км.
За свою карьеру участвовал в одном чемпионате мира, на чемпионате мира 2009 в Либереце занял 32-е место в масс-старте и 40-е место в гонке преследования (нормальный трамплин + 10 км).
Использует лыжи и ботинки производства фирмы Salomon.